# Conrad Grebel
Conrad Grebel (ca. 1498-1526) var medstifter af De Schweiziske Brødre og kaldes ofte anabaptisternes fader.

## Tidlige liv
Conrad Grebel blev født omkring 1498, sandsynligvis i Grüningen i Kanton Zürich. Han tilbragte sin tidlige barndom i Grüningen og kom så til Zürich med sin familie omkring 1513. Han studerede adskillige år i udlandet, arbejdede som korrekturlæser i Zürich, giftede sig i 1522 og blev kristen præst omkring 1523.

## Uddannelse
Det menes, at Conrad Grebel studerede i seks år på latinskolen ved Grossmünster-kirken i Zürich. Han kom på universitetet i Basel i oktober 1514, hvor han bl.a. læste hos den berømte humanist Heinrich Loriti. Grebels far skaffede ham et stipendium til universitetet i Wien, hvor han startede i 1515 og blev til 1518. Her blev han nær ven med humanisten Joachim Vadian i St. Gallen. Efter tre år i Wien vendte Grebel tilbage til Zürich i tre måneder, hvorefter han med et stipendium kom til universitetet i Paris. Her var han i to år, levede det frie liv og var indblandet i adskillige slagsmål med andre studerende. Da faderen hørte om sønnens unoder, stoppede han for pengene og krævede, at Grebel vendte tilbage til Zürich. Grebel brugte i alt seks år på tre universiteter uden nogensinde at gøre sine studier færdige.
I 1521 kom Grebel med i en studiegruppe hos Ulrich Zwingli. De studerede de græske klassikere, den latinske Bibel, det hebræiske Gamle Testamente. Det var i denne gruppe, at Grebel mødte og blev gode venner med Felix Manz.

## Embede
Conrad Grebel oplevede sandsynligvis en omvendelse i foråret 1522. Hans liv forandredes dramatisk, og han blev oprigtig tilhænger af Zwinglis reformer. Han fik en ledende position blandt Zwinglis unge og entusiastiske tilhængere. Hans støtte til Zwingli blev dog udfordret under en disput i Zürich i oktober 1523. Grebel og Zwingli blev uenige om messens afskaffelse. Zwingli argumenterede for messens afskaffelse og fjernelsen af billeder fra kirkerne over for byrådet, men da det gik op for ham, at ændringerne var for radikale for byrådet, besluttede han at fortsatte med at fejre messe, indtil den blev afskaffet i maj 1525. Grebel mente, at det var at adlyde Gud frem for mennesker og kunne ikke, sammen med andre, med god samvittighed fortsætte, hvad de havde fordømt som i uoverensstemmelse med Biblen. Disse unge radikale følte sig forrådt af Zwingli, mens han derimod anså dem for uansvarlige.
Omkring 15 mænd brød med Zwingli, og de mødtes jævnligt til bøn, fællesskab og bibelstudier. Mens de ventede på retningslinjer fra Gud, søgte de at etablere religiøse kontakter uden for Zürich. Grebel skrev til både Andreas Karlstadt, Martin Luther og Thomas Müntzer i 1524. Karlstadt rejste til Zürich og mødtes med dem i oktober samme år. Trods åbenlyse ligheder mellem de radikale i Zürich og Karlstadt bar forbindelsen aldrig frugt. I sit brev til Müntzer opmuntrede Grebel ham i modstanden mod Luther, men Grebel bebrejdede ham også adskillige fejltrin. Han bad Müntzer om ikke at gøre væbnet modstand. Brevet kom tilbage til Grebel uden at have nået Müntzer.
Hvad der i sidste ende uigenkaldeligt brød båndene mellem de radikale og Zwingli, var barnedåben. Under en offentlig debat i januar 1525 argumenterede Zwingli mod Grebel, Manz og Georg Blaurock. Byrådet holdt med Zwingli, beordrede Grebel-gruppen at ophøre med deres aktiviteter og krævede, at alle udøbte spædbørn skulle døbes inden otte dage – ellers ville det føre til eksilering fra kantonen. Grebel havde en lille datter, Issabella, der ikke var døbt. Han stod fast på sine synspunkter og havde ingen intentioner om at lade hende døbe.
Gruppen mødtes den 21. januar hos Felix Manz – et møde, der iht. byrådets nye beslutning var ulovligt. Georg Blaurock bad Grebel døbe sig, efter at han havde bekendt sin tro. Derefter døbte Blaurock de andre tilstedeværende. Som gruppe svor de at opretholde Det Nye Testamentes tro og leve som disciple adskilt fra den øvrige verden. De forlod mødet opfyldt af begejstring for at opfordre alle til at følge deres eksempel.
Da Grebel var for kendt i Zürich, overlod han arbejdet til de andre og tog på en evangelistisk mission til de omliggende byer. I februar døbte Grebel Wolfgang Ulimann ved at nedsænke ham i Rhinen. Ulimann befandt sig i St. Gall, og Grebel tog dertil i foråret. Grebel og Ulimann prædikede med stor succes i flere måneder i området omkring St. Gall. Om sommeren tog han til Grüningen og prædikede med stor virkning. I oktober 1525 blev han arresteret og fængslet. Mens han sad i fængsel, var det muligt for ham at forberede et forsvar for anabaptisternes holdning til dåben. Med venners hjælp undslap han i marts 1526. Han fortsatte sit virke, og det lykkedes ham at få sin pamflet trykt. Grebel flyttede til Maienfeld-området i Kanton Grisons (hvor hans ældste søster boede). Kort efter sin ankomst døde han, sandsynligvis i juli eller august.

## Værker og betydning
De værker af Grebel, som stadig eksisterer, omfatter 69 breve skrevet af ham fra september 1517 til juli 1525, tre digte, en ansøgning til byrådet i Zürich samt dele af en pamflet mod barnedåb. Tre breve til Grebel er bevaret. De fleste af de 69 breve er fra imidlertid fra Grebels studentertid og kaster kun lidt lys over hans virke som anabaptist.
Selvom han levede i mindre end 30 år, hans kristne embede kun varede i godt tre år og hans tid som anabaptist halvandet år, så har hans betydning givet ham tilnavnet "anabaptisternes fader". Grebel foretog den første kendte voksendåb under Reformationen og blev omtalt som "hovedmanden" bag anabaptisterne i Zürich. Zwingli mente ikke, at han og Grebel var specielt uenige om de teologiske hovedpunkter, men alligevel afslører uenigheden store forskelle i opfattelsen af kirken samt kirkens og de kristnes forhold til verden. Conrad Grebels og De Schweiziske Brødres tro har påvirket amish-folket, baptisterne og mennonitterne såvel som mange pietister og div. frikirker. Hvor mange kun længtes efter genoprettelse og ikke ønskede for mange reformer, handlede Grebel og hans gruppe beslutsomt og med stor fare for sig selv. 
Sammen med Petr Chelčický (1390-1460) var Conrad Grebel en af de første af den moderne tids kristne pacifister.